# ISTAF Berlin 2021
Das 80. ISTAF Berlin war eine Leichtathletik-Veranstaltung, die am 12. September 2021 im Olympiastadion in der deutschen Hauptstadt Berlin stattfand. Die Veranstaltung war Teil der World Athletics Continental Tour und zählte zu den Silber-Meetings, der zweithöchsten Kategorie dieser Leichtathletik-Serie.

## Resultate

### Männer

#### 100 m
| Platz        | Athlet        | Land | Zeit (s) |
| ------------ | ------------- | ---- | -------- |
| 1            | Marvin Bracy  | USA  | 09,95    |
| 2            | Jeremiah Azu  | GBR  | 10,16 PB |
| 3            | Julian Wagner | GER  | 10,18    |
| 4            | Nigel Ellis   | JAM  | 10,23    |
| 5            | Arthur Cissé  | CIV  | 10,30    |
| 6            | Simon Hansen  | DEN  | 10,41    |
| 7            | Enoch Adegoke | NGR  | 10,79    |
|              | Aaron Brown   | CAN  | DSQ      |
| Julian Forte | JAM           | DSQ  |          |

Wind: 0,0 m/s

#### 110 m Hürden
| Platz | Athlet                  | Land | Zeit (s)  |
| ----- | ----------------------- | ---- | --------- |
| 1     | Devon Allen             | USA  | 13,10     |
| 2     | Ronald Levy             | JAM  | 13,11     |
| 3     | Rafael Henrique Pereira | BRA  | 13,35 =PB |
| 4     | David King              | GBR  | 13,47     |
| 5     | Petr Svoboda            | CZE  | 13,48     |
| 6     | Paolo Dal Molin         | ITA  | 13,49     |
| 7     | Vladimir Vukicevic      | NOR  | 13,70     |
| 8     | Witalij Parachonka      | BLR  | 13,75     |

Wind: −0,1 m/s

#### 400 m Hürden
| Platz | Athlet           | Land | Zeit (s) |
| ----- | ---------------- | ---- | -------- |
| 1     | Karsten Warholm  | NOR  | 48,08    |
| 2     | Rasmus Mägi      | EST  | 48,73    |
| 3     | Jaheel Hyde      | JAM  | 48,95    |
| 4     | Constantin Preis | GER  | 49,48    |
| 5     | Luke Campbell    | GER  | 49,57    |
| 6     | Emil Agyekum     | GER  | 49,68    |
| 7     | Aldrich Bailey   | USA  | 49,83    |
| 8     | Joshua Abuaku    | GER  | 50,06    |

#### Stabhochsprung
| Platz | Athletin             | Land | Höhe (m) |
| ----- | -------------------- | ---- | -------- |
| 1     | Sam Kendricks        | USA  | 5,91     |
| 2     | Christopher Nilsen   | USA  | 5,91     |
| 3     | KC Lightfoot         | USA  | 5,81     |
| 4     | Ernest Obiena        | PHI  | 5,81     |
| 5     | Bo Kanda Lita Baehre | GER  | 5,71     |
| 6     | Rutger Koppelaar     | NED  | 5,71     |
| 6     | Valentin Lavillenie  | FRA  | 5,71     |
| 6     | Piotr Lisek          | POL  | 5,71     |
| 9     | Mathieu Collet       | FRA  | 5,56     |
| 10    | Kurtis Marschall     | AUS  | 5,41     |
| 11    | Matt Ludwig          | USA  | 5,41     |

#### Speerwurf
| Platz | Athlet            | Land | Weite (m) |
| ----- | ----------------- | ---- | --------- |
| 1     | Johannes Vetter   | GER  | 88,76     |
| 2     | Andrian Mardare   | MDA  | 84,44     |
| 3     | Aljaksej Katkawez | BLR  | 83,10     |
| 4     | Julian Weber      | GER  | 81,35     |
| 5     | Anderson Peters   | GRN  | 80,51     |
| 6     | Topias Laine      | FIN  | 77,16     |
| 7     | Bernhard Seifert  | GER  | 76,22     |
| 8     | Simon Wieland     | SUI  | 69,73     |

### Frauen

#### 100 m
| Platz | Athlet              | Land | Zeit (s) |
| ----- | ------------------- | ---- | -------- |
| 1     | Daryll Neita        | GBR  | 11,04    |
| 2     | Natasha Morrison    | JAM  | 11,09    |
| 3     | Briana Williams     | JAM  | 11,16    |
| 4     | Alexandra Burghardt | GER  | 11,17    |
| 5     | Michelle-Lee Ahye   | TTO  | 11,19    |
| 6     | Nadine Visser       | NED  | 11,32 SB |
| 7     | Rani Rosius         | BEL  | 11,42    |
| 8     | Lilly Kaden         | GER  | 11,63    |
| 9     | Jennifer Montag     | GER  | 11,61    |

Wind: +0,5 m/s

#### 400 m
| Platz | Athlet              | Land | Zeit (s) |
| ----- | ------------------- | ---- | -------- |
| 1     | Corinna Schwab      | GER  | 51,51 PB |
| 2     | Amalie Iuel         | NOR  | 52,15    |
| 3     | Cara Nnenya Hailey  | USA  | 52,49    |
| 4     | Agnė Šerkšnienė     | LTU  | 52,63    |
| 5     | Karolina Pahlitzsch | GER  | 53,40    |
| 6     | Aneta Lemiesz       | POL  | 54,14 SB |
| 7     | Elisabeth Paulina   | NED  | 54,88    |
| 8     | Jennifer Hauke      | GER  | 55,65 PB |

#### 1500 m
| Platz         | Athlet                              | Land | Zeit (min) |
| ------------- | ----------------------------------- | ---- | ---------- |
| 1             | Kate Grace                          | USA  | 4:01,33 PB |
| 2             | Esther Guerrero                     | ESP  | 4:04,45    |
| 3             | Axumawit Embaye                     | ETH  | 4:04,59    |
| 4             | Katharina Trost                     | GER  | 4:05,17 PB |
| 5             | Diana Mezuliáníková                 | CZE  | 4:05,57    |
| 6             | Karoline Bjerkeli Grøvdal           | NOR  | 4:05,70    |
| 7             | Edinah Jebitok                      | KEN  | 4:06,13    |
| 8             | Sara Kuivisto                       | FIN  | 4:06,83    |
| 9             | Alexandra Bell                      | GBR  | 4:07,06 PB |
| 10            | Vera Coutellier                     | GER  | 4:10,71 PB |
| 11            | Christina Hering                    | GER  | 4:11,28    |
| 12            | Erin Wallace                        | GBR  | 4:12,67    |
|               | Eglay Nafuna Nalyanya (Pacemakerin) | KEN  | DNF        |
| Noélie Yarigo | BEN                                 | DNF  |            |

#### 100 m Hürden
| Platz | Athlet            | Land | Zeit (s) |
| ----- | ----------------- | ---- | -------- |
| 1     | Nadine Visser     | NED  | 12,73    |
| 2     | Payton Chadwick   | USA  | 12,75    |
| 3     | Christina Clemons | USA  | 12,86    |
| 4     | Taliyah Brooks    | USA  | 13,14    |
| 5     | Liz Clay          | AUS  | 13,22    |
| 6     | Grit Šadeiko      | EST  | 13,44    |
| 7     | Giada Carmassi    | ITA  | 13,47    |
| 8     | Isabel Mayer      | GER  | 13,92    |

Wind: −0,2 m/s

#### 3000 m Hindernis
| Platz                               | Athlet                 | Land | Zeit (min) |
| ----------------------------------- | ---------------------- | ---- | ---------- |
| 1                                   | Gesa Felicitas Krause  | GER  | 9:26,00    |
| 2                                   | Fancy Cherono          | KEN  | 9:28,81    |
| 3                                   | Elena Burkard          | GER  | 9:28,98    |
| 4                                   | Lea Meyer              | GER  | 9:27,57    |
| 5                                   | Purity Cherotich Kirui | KEN  | 9:35,03    |
| 6                                   | Anna Tropina           | ANA  | 9:36,30    |
| 7                                   | Chiara Scherrer        | SUI  | 9:36,56 PB |
| 8                                   | Kinga Królik           | POL  | 9:43,14    |
| 9                                   | Agnes Gers             | GER  | 9:52,20 PB |
| 10                                  | Michelle Finn          | IRL  | 9:55,96    |
| 11                                  | Özlem Kaya             | TUR  | 9:58,00    |
| 12                                  | Lisa Oed               | GER  | 10:27,81   |
|                                     | Lili Anna Tóth         | HUN  | DNF        |
| Rosefline Chepngetich (Pacemakerin) | KEN                    | DNF  |            |

#### Hochsprung
| Platz        | Athletin                   | Land | Höhe (m) |
| ------------ | -------------------------- | ---- | -------- |
| 1            | Marija Lassizkene          | ANA  | 1,98     |
| 2            | Nicola McDermott           | AUS  | 1,95     |
| 3            | Julija Lewtschenko         | UKR  | 1,89     |
| 4            | Mirela Demirewa            | BUL  | 1,89     |
| 5            | Iryna Heraschtschenko      | UKR  | 1,89     |
| 6            | Marie-Laurence Jungfleisch | GER  | 1,85     |
| 7            | Elena Vallortigara         | ITA  | 1,80     |
| 8            | Natalja Spiridonowa        | ANA  | 1,80     |
| 9            | Blessing Enatoh            | GER  | 1,75     |
| 9            | Bianca Stichling           | GER  | 1,75     |
|              | Karyna Dsjamidsik          | BLR  | NMH      |
| Ella Junnila | FIN                        | NMH  |          |

#### Weitsprung
| Platz | Athletin                | Land | Weite (m) |
| ----- | ----------------------- | ---- | --------- |
| 1     | Jazmin Sawyers          | GBR  | 6,73      |
| 2     | Malaika Mihambo         | GER  | 6,70      |
| 3     | Khaddi Sagnia           | SWE  | 6,60      |
| 4     | Maryna Bech-Romantschuk | UKR  | 6,44      |
| 5     | Petra Farkas            | HUN  | 6,41      |
| 6     | Alina Rotaru-Kottmann   | ROU  | 6,40      |
| 7     | Yuliana Angulo          | ECU  | 6,38      |
| 8     | Caroline Joyeux         | GER  | 6,18      |
| 9     | Merle Homeier           | GER  | 6,00      |

#### Diskuswurf
| Platz | Athletin           | Land | Weite (m)      |
| ----- | ------------------ | ---- | -------------- |
| 1     | Valarie Allman     | USA  | 71,16 WL AR MR |
| 2     | Kristin Pudenz     | GER  | 64,52          |
| 3     | Liliana Cá         | POR  | 62,45          |
| 4     | Marike Steinacker  | GER  | 61,29          |
| 5     | Shadae Lawrence    | JAM  | 60,49          |
| 6     | Julia Harting      | GER  | 58,84          |
| 7     | Wioletta Ignatjewa | ANA  | 58,32          |
| 8     | Marija Tolj        | CRO  | 56,70          |